# Сальман аль-Ауда
Сальман бін Фахд бін Абдуллах аль-Ауда (араб. سلمان بن فهد بن عبد الله العودة) Сальман аль-Ауда (араб. سلمان العودة), (нар. 14 грудня 1956 р.) — мусульманський мислитель, проповідник, журналіст, поет і філолог. Аль-Ауда є членом Опікунської ради Міжнародного союзу мусульманських вчених. Він є директором арабського видання сайту IslamToday, веде ряд ТВ-програм і є автором багатьох газетних статей. С. аль-Ауда член багатьох благодійних та наукових товариствах і організаціях ісламському світі.

## Біографія
Аль-Ауда народився в селищі аль-Баср, недалеко від міста Бурайда, столиці регіону Аль-Касим, розташованому в центрі Саудівської Аравії. Він провів свої перші роки в аль-Басрі, а потім переїхав в Бурайду. Середню освіту він здобув у рідному місті, після чого вступив на факультет арабської мови, а пізніше на факультет шаріату в університет імені імама Мухаммад бін Сауд аль-Касіма. Вивчив Коран і основні книги з різних ісламських наук. Також слухав лекції таких відомих ісламських вчених як ібн Баз, аль-Усаймин, ібн Джібрін. Після завершення навчання він отримав посаду викладача арабської мови на факультеті наукових досліджень, де пропрацював чотири роки. Після цього він працював науковим співробітником при університеті і закінчив магістратуру у відділенні Сунни і хадисоведения на факультеті Основ релігії по темі «Хадіси на тему „гурба“ та її положення в Сунні». Він захистив докторську дисертацію по шаріатських наук на тему "Тлумачення книги обмивання із збірки «Булуг аль-Марам». На даний момент вона видана в чотирьох томах.
П'ять років провів в ув'язненні за протестпротив рішення уряду Саудівської Аравії про розміщення американських військ на її території. Аль-Ауда був «реабілітований» в 1999 році і став одним з найбільш видатних релігійних діячів королівства. Веде власну програму на телебаченні, має вебсайт на чотирьох мовах і зараз він розглядається як прихильник саудівського уряду, отримує його підтримаю та альтернативною по відношенню до спонсисируемой урядом Саудівської Аравії програмою підготовки улемів (духовенства).
Аль-Ауда був одружений з Хайєю аль-Сайярі й мав 16 дітей. Його старшого сина звуть Муаз.
У січні 2017 року в дорожньо-транспортній пригоді загинули його син Хішам і його дружина Хая. Співчуття Сальману аль-Ауда через цю аварію принесли Мухаммад Аль-Арефе, Аід Аль-Ярык, Ібрагім Аль-Дауиш, Хасан Аль-Хусейні Зіяд Аль-Шахрі,Наїф Аль-Сахфе, Муса Аль-Омар і Мухаммад Аль-Йакуб.

## Діяльність
Під час Війни в Перській затоці у 1990-1991 років, коли створена і очолювана американцями коаліція почала військові дії проти іракського режиму Саддама Хусейна у відповідь на захоплення ним Кувейту, Сальман аль-Ауда та деякі інші шейхи висловили невдоволення діями уряду Саудівської Аравії. Колишній в той час великим муфтієм Абд аль-Азіз ібн Баз випустив фетву, що дає виправдання запрошення американських військ для захисту Саудівської Аравії від Хусейна. У відповідь аль-Ауда підняв питання про нездатність саудівських військових захищати державу незважаючи на величезну кількість закупленого американського озброєння. Під час війни аль-Ауда був ініціатором двох клопотань про реформу, адресованих королю. Перший, в 1991 році, був відомий як «Лист вимог», і був підписаний відомими діячами в різних сферах життя Саудівської Аравії: релігії, економіці та громадській діяльності, які прагнули реформ у формі правління, зокрема до створення консультативної ради «Шура». Рік потому друга петиція, відома як «Меморандум про раду», підписана більш ніж ста релігійними діячами, включаючи Уляма, також закликала до створення «Шури», а також до цензури ЗМІ релігійним керівництвом і переглядом всіх законів королівства, для забезпечення їх відповідності шаріату. Обидві петиції висловлювали лояльність по відношенню до будинку Саудів, незважаючи на відсутність представництва підписантів в існуючому уряді. Тим часом, аудіозаписи проповідей аль-Ауди отримали широке розповсюдження і приєдналися до інших голосів опозиції після першої війни в Перській затоці, так як військові США розмістилися на тривалий термін на авіабазі за межами столиці.

## Позбавлення волі
У вересні 1994 року Салман аль-Ауда був поміщений у в'язницю за антиурядову діяльність. Він і Сафар аль-Хавалі були заарештовані разом з великою кількістю їхніх послідовників у місті Бурайда, провінція Касим. Більш того, шейх Абд аль-Азіз ібн Баз видав фетву, що, якщо аль-Ауда і аль-Хавали не покаються у своєму колишньому поведінку, їм буде заборонено читати лекції, проводити збори і записувати аудіо і відеоуроки.
Він був одним з лідерів Комітету по захисту законних прав (CDLR), саудівській дисидентської групи, створеної в 1993 році, і була першою в історії опозиційною організацією в Королівстві, відкрито оскаржує монархію, звинувативши уряд і старших улемів в тому, що вони роблять недостатньо для захисту законних ісламських прав мусульман.
У 2001 році Салман аль-Ауда став керівником сайту Islam Today.

## Освітня діяльність
Серед приблизно п'ятдесяти книг, які він опублікував:
- "Перші чужинці",
- "Характеристики чужинців,"
- "Дискусія з шейхом Мухаммадом аль-Газалі,"
- "Хто має право брати участь у незалежних юридичних дискусіях?"
- "Керівництво з вивчення ісламського права."

Всі ці публікації в даний час доступні на арабською мовою на вебсайті Islam Today.
Після звільнення разом зі своїми колегами він відновив свою викладацьку діяльність, даючи уроки після молитви «магриб» з середи по п'ятницю на такі теми, як коментарі, етика, освіта та коментарі Корані. Аль-Ауда заявив, що він підтримує мир і співіснування з іншими релігій. Він оголосив, що це стало результатом більш глибокого розуміння ісламських навчань.
Д-р аль-Ауда створив і курирує діяльність популярного сайту IslamToday, який пропонує широкий спектр матеріалів ісламської тематики. Він дає заняття і лекції по Інтернету та телефону для широкого кола слухачів. Сальман аль-Ауда активний користувач соціальних мереж (Facebook, де у нього понад 5,5 млн передплатників, Instagram — 1.3 млн і Twitter — 9 млн.)

## Послання Усамі бен Ладену
Д-р аль-Ауда відомий не тільки критикою терактів 11 вересня, але й особисто Усамі бен Ладену. У 2007 році, близько шостої річниці 11 вересня він звернувся до лідера «Аль-Каїди» з широко відомої телевізійної мережі Близького Сходу MBC зі словами: